# Dominique A
Dominique A, seudónimo de Dominique Ané (Provins, Île-de-France, 6 de octubre de 1968), es un compositor, cantante y escritor francés. En Francia, al inicio de los 90, Dominique A representó una referencia para aquellos artistas que deseaban seguir cantando en su idioma natal sin que por ello relegaran su influencia pop en el extranjero, y por tanto su concepto más pop, convirtiendo rápidamente a Dominique A en prestigioso autor de culto. Autor de nueve álbumes, entre los que destaca La Fossette, su último trabajo fue presentado en la primavera de 2012 bajo el nombre de Vers les Lueurs. Recientemente (2013), Dominique A ha lanzado su primera novela, editada en español como Regresar por Alpha Decay, donde el debut ante escritor sondea la relación que mantiene con su ciudad natal, Provins (región de Seine-et-Marne), donde vivió su infancia y adolescencia. 

## Biografía

### Debut
Comenzó su carrera en los años 90 componiendo canciones, e influenciado claramente por el espíritu rock. Sus conciertos en vivo en solitario, lidiando a la vez con sintetizadores, guitarras y micrófonos con un estilo minimalista y una voz enfáticamente aguda de estilo antiguo, lo hicieron famoso. A su álbum debut autoproducido, Un Disque Sourd de 1991, le siguió el disco La Fossette, de 1992, editado por el sello discográfico Lithium, que contiene su primer éxito, Le Courage des Oiseaux, y que le otorgó gran prestigio en el ambiente artístico del momento, siendo destacado por el periodista Bernard Lenoir en la revista de música independiente Les Inrockuptibles. 
A partir de 1993, comenzó a producirse sus propios trabajos, así como los de otros artistas, tales como Françoiz Breut, con la que mantuvo una relación sentimental. Sus trabajos empezaron a demostrar mayor sofisticación e instrumentación, hasta que en 1995, la canción Le Twenty Two Bar, single de La Mémoire Neuve, le significó su nominación para el Premio Victoires de la Musique como Revelación Masculina, aunque este hecho no agradó al artista que consideró la canción como burda.

### Le Détour
En 2002, la salida del álbum L'Imprudence de Alain Bashung supuso un gran cambio para Dominique A, e influido por este trabajo, decidió trabajar sobre la sofisticación y explorar nuevas formas de creación lírica y musical, iniciando así una nueva etapa de su carrera. Aun cuando gran parte de la sorprendida crítica especializada no acompañó este cambio de fórmula, se mantuvo fiel a su idea, incorporando más y más influencias literarias y musicales. Fue también el momento de recopilar sus grandes canciones en un álbum triple titulado Le Détour. Para la ocasión se contactó con sus fanes para elegir las canciones que serían incluidas.
En el álbum siguiente, Tout sera comme avant de 2004, experimentó con la producción en manos de otros, contando con el mismo equipo de producción que L'Imprudence y siguiendo con la experimentación de sonidos, aunque recibió una fría acogida por parte de crítica y público.
En 2005, a la vuelta de un viaje a Groenlandia, escribió su álbum siguiente, L'horizon, con un concepto renovado, que salió a la venta en 2006 y que anunció como su trabajo más experimental hasta la fecha. Para conseguirlo y gozar de plena libertad creativa, cambió de compañía discográfica por Olympic Disk. Esta vez tampoco se produjo a sí mismo, sino que lo hizo Dominique Brusson, que ya había producido anteriormente su cuarto álbum Remué.
En 2007 Dominique A lanzó su primer CD álbum en vivo, titulado Sur nos Forces Motrices, seguido en 2009 por otro de estudio, La Musique, de carácter fuertemente electrónico y producido enteramente por Dominique Brusson. El noveno álbum de estudio, Vers les Lueurs, salió a la venta en abril de 2012, esta vez con mucho trabajo en solitario, pero también con una formación de rock clásica (la misma que le acompaña de gira) y un quinteto de vientos, obteniendo inmejorables críticas.

## Colaboraciones
Dominique A colabora regularmente en los proyectos de otros artistas. Sigue escribiendo para Françoiz Breut, a pesar de su ruptura sentimental. También ha compuesto diversos temas del segundo álbum de Jeanne Balibar, titulado Slalom Dame, e incluyó una de sus canciones, Où est la ville?, en el disco Fictions de Jane Birkin. 
Ha colaborado en varios discos, poniendo la voz, del músico instrumental Yann Tiersen y en el primer disco del desaparecido grupo Diabologum, titulado C'était un lundi après-midi semblable aux autres. Por otra parte, participó en el segundo álbum de Vincent Delerm Kensington Square, cantando con este y con Keren Ann el tema Veruca Salt et Frank Black.
Como nota curiosa, hay que destacar que la banda tecno Oslo Telescopic grabó un disco en 2002 titulado The Dominique O Project, en clara alusión al músico francés.

## Discografía

### Álbumes de estudio
| ♦ 1991 - Un Disque Sourd (autoproducido) |                              |          |  |
| N.º                                      | Título                       | Duración |  |
| 1.                                       | «Le Courage des oiseaux»     |          |  |
| 2.                                       | «Passé l'hiver»              |          |  |
| 3.                                       | «Ce qui sépare»              |          |  |
| 4.                                       | «La Bête»                    |          |  |
| 5.                                       | «Syl»                        |          |  |
| 6.                                       | «Un tour de manche»          |          |  |
| 7.                                       | «Silence entre nos larmes»   |          |  |
| 8.                                       | «Everyday's Not Like Sunday» |          |  |
| 9.                                       | «Sous la neige»              |          |  |
| 10.                                      | «La Folie des hommes»        |          |  |
| 11.                                      | «Tout le temps»              |          |  |
| 12.                                      | «Points de mire»             |          |  |
| 13.                                      | «L'Attirance»                |          |  |

| ♦ 1992 - La Fossette (Lithium) |                            |          |  |
| N.º                            | Título                     | Duración |  |
| 1.                             | «Vivement dimanche»        |          |  |
| 2.                             | «Février»                  |          |  |
| 3.                             | «Trombes d'eau»            |          |  |
| 4.                             | «Va t'en»                  |          |  |
| 5.                             | «L'Un dans l'autre»        |          |  |
| 6.                             | «Mes lapins»               |          |  |
| 7.                             | «Sous la neige»            |          |  |
| 8.                             | «Le Courage des oiseaux»   |          |  |
| 9.                             | «Les habitudes se perdent» |          |  |
| 10.                            | «Ce qui sépare»            |          |  |
| 11.                            | «Passé l'hiver»            |          |  |
| 12.                            | «La Folie des hommes»      |          |  |
| 13.                            | «L'Écho»                   |          |  |

 ♦ 1993 - Si je connais Harry (Lithium)

| Disco 1 |                                   |          |  |
| N.º     | Título                            | Duración |  |
| 1.      | «Chanson de la ville silencieuse» |          |  |
| 2.      | «Le Gros Boris»                   |          |  |
| 3.      | «L'Amour»                         |          |  |
| 4.      | «L'Onglée»                        |          |  |
| 5.      | «Qui je me prends»                |          |  |
| 6.      | «Oho Box»                         |          |  |
| 7.      | «Pignolo sur sa barquette»        |          |  |
| 8.      | «Un ménage»                       |          |  |
| 9.      | «Ami»                             |          |  |
| 10.     | «Chique, chique»                  |          |  |
| 11.     | «L'Adversité»                     |          |  |
| 12.     | «Retour au calme»                 |          |  |

| Disco 2 |                                   |          |  |
| N.º     | Título                            | Duración |  |
| 1.      | «Un Ménage»                       |          |  |
| 2.      | «Le Gros Boris»                   |          |  |
| 3.      | «Chanson de la ville silencieuse» |          |  |
| 4.      | «Chiqué, chiqué (Christophe)»     |          |  |

 ♦ 1995 - La Mémoire Neuve (Lithium)

| Disco 1 |                                             |          |  |
| N.º     | Título                                      | Duración |  |
| 1.      | «Je ne respires plus, Milos»                |          |  |
| 2.      | «Il ne faut pas souhaiter la mort des gens» |          |  |
| 3.      | «Le Twenty-Two bar»                         |          |  |
| 4.      | «Les Hauts Quartiers de peine»              |          |  |
| 5.      | «Ainsi, parfois»                            |          |  |
| 6.      | «La vie rend modeste»                       |          |  |
| 7.      | «La Mémoire neuve»                          |          |  |
| 8.      | «Hear No More, Dear No More»                |          |  |
| 9.      | «Le Métier de faussaire»                    |          |  |
| 10.     | «Le Travail»                                |          |  |
| 11.     | «Le Ravalement des façades»                 |          |  |
| 12.     | «Tutti va bene»                             |          |  |

| Disco Bonus primera edición |                                   |          |  |
| N.º                         | Título                            | Duración |  |
| 1.                          | «Chanson de la ville silencieuse» |          |  |
| 2.                          | «La Valse boite»                  |          |  |
| 3.                          | «Le Courage des oiseaux»          |          |  |
| 4.                          | «And Then (S)He Kissed Me»        |          |  |

| Disco Bonus segunda edición |                            |          |  |
| N.º                         | Título                     | Duración |  |
| 1.                          | «La Valse boite»           |          |  |
| 2.                          | «And Then (S)He Kissed Me» |          |  |

| Disco Bonus edición promocional |                        |          |  |
| N.º                             | Título                 | Duración |  |
| 1.                              | «Enfin démissionnaire» |          |  |
| 2.                              | «Le Twenty-Two Bar»    |          |  |

| ♦ 1999 - Remué (Lithium) |                           |          |  |
| N.º                      | Título                    | Duración |  |
| 1.                       | «Comment certains vivent» |          |  |
| 2.                       | «Pères»                   |          |  |
| 3.                       | «Encore»                  |          |  |
| 4.                       | «Je suis une ville»       |          |  |
| 5.                       | «Tu vas voir ailleurs»    |          |  |
| 6.                       | «Avant l'Enfer»           |          |  |
| 7.                       | «Exit»                    |          |  |
| 8.                       | «Douanes»                 |          |  |
| 9.                       | «Ma vieille tête»         |          |  |
| 10.                      | «Le Détour»               |          |  |
| 11.                      | «Rien qu'à voir»          |          |  |
| 12.                      | «Retrouvailles»           |          |  |
| 13.                      | «Surestimé»               |          |  |
| 14.                      | «Le Morceau caché»        |          |  |

♦ 2001 - Auguri (Labels)

| Disco 1 |                               |          |  |
| N.º     | Título                        | Duración |  |
| 1.      | «Antonia»                     |          |  |
| 2.      | «Pour la peau»                |          |  |
| 3.      | «Ses yeux brûlent»            |          |  |
| 4.      | «En secret»                   |          |  |
| 5.      | «Évacuez»                     |          |  |
| 6.      | «Je t’ai toujours aimée»      |          |  |
| 7.      | «Burano»                      |          |  |
| 8.      | «Les chanteurs sont mes amis» |          |  |
| 9.      | «Où conduit l’escalier»       |          |  |
| 10.     | «Le Commerce de l’eau»        |          |  |
| 11.     | «Nous reviendrons»            |          |  |
| 12.     | «Les Hommes entre eux»        |          |  |
| 13.     | «Les Enfants du Pirée»        |          |  |
| 14.     | «Les Terres brunes»           |          |  |

| Disco 2 |                    |          |  |
| N.º     | Título             | Duración |  |
| 1.      | «Hôtel Bratthold»  |          |  |
| 2.      | «J'ai tué l'amour» |          |  |
| 3.      | «Tourisme»         |          |  |
| 4.      | «Oublie»           |          |  |

♦ 2004 - Tout sera comme avant (Labels)

| Disco 1 |                                            |          |  |
| N.º     | Título                                     | Duración |  |
| 1.      | «Tout sera comme avant»                    |          |  |
| 2.      | «Elle parle à des gens qui ne sont pas là» |          |  |
| 3.      | «Pendant que les enfants jouent»           |          |  |
| 4.      | «Dans les hommes»                          |          |  |
| 5.      | «Bowling»                                  |          |  |
| 6.      | «Mira»                                     |          |  |
| 7.      | «Revenir au monde»                         |          |  |
| 8.      | «Le Fils d'un enfant»                      |          |  |
| 9.      | «Où sont les lions»                        |          |  |
| 10.     | «L'Inuktitut»                              |          |  |
| 11.     | «Le Départ des ombres»                     |          |  |
| 12.     | «Dobranoc»                                 |          |  |
| 13.     | «Les Clés»                                 |          |  |
| 14.     | «La Retraite à Miami»                      |          |  |
| 15.     | «Les Éoliennes»                            |          |  |

| Disco 2 Tout n'est plus comme avant |                                              |          |  |
| N.º                                 | Título                                       | Duración |  |
| 1.                                  | «Tout n'est plus comme avant»                |          |  |
| 2.                                  | «Avant de revenir (instrumental)»            |          |  |
| 3.                                  | «Les lions attaquent (instrumental)»         |          |  |
| 4.                                  | «Ceux à qui elle parle (instrumental)»       |          |  |
| 5.                                  | «Comment c'était, déjà ?»                    |          |  |
| 6.                                  | «Le Dernier Couché»                          |          |  |
| 7.                                  | «L'Inuktidub»                                |          |  |
| 8.                                  | «Elle n'arrête pas de parler (instrumental)» |          |  |
| 9.                                  | «Les enfants attaquent»                      |          |  |

| Disco 2 Dobranoc |                                                |          |  |
| N.º              | Título                                         | Duración |  |
| 1.               | «Dobranoc»                                     |          |  |
| 2.               | «Dobranoc (remix de Santiago A. Calvo Ramos)»  |          |  |
| 3.               | «Dobranoc (Dominique A, Remix de Burzinski)»   |          |  |
| 4.               | «Dobraknøck (another step) (remix de Stasola)» |          |  |
| 5.               | «Dobranoc (remix de TORINO DJs)»               |          |  |

| ♦ 2006 - L'Horizon (Olympic Disk) |                               |          |  |
| N.º                               | Título                        | Duración |  |
| 1.                                | «L'Horizon»                   |          |  |
| 2.                                | «Rouvrir»                     |          |  |
| 3.                                | «Dans un camion»              |          |  |
| 4.                                | «Antaimoro»                   |          |  |
| 5.                                | «La Relève»                   |          |  |
| 6.                                | «Retour au quartier lointain» |          |  |
| 7.                                | «Music-hall»                  |          |  |
| 8.                                | «Par l'ouest»                 |          |  |
| 9.                                | «La Pleureuse»                |          |  |
| 10.                               | «Rue des marais»              |          |  |
| 11.                               | «Adieu, Alma»                 |          |  |

 ♦ 2009 - La Musique (Cinq7/Wagram)

| Disco 1 |                               |          |  |
| N.º     | Título                        | Duración |  |
| 1.      | «Le Sens»                     |          |  |
| 2.      | «Immortels»                   |          |  |
| 3.      | «Nanortalik»                  |          |  |
| 4.      | «Qui es-tu ?»                 |          |  |
| 5.      | «Hasta que el cuerpo aguante» |          |  |
| 6.      | «La Musique»                  |          |  |
| 7.      | «Je suis parti avec toi»      |          |  |
| 8.      | «Le Bruit blanc de l'été»     |          |  |
| 9.      | «Des étendues»                |          |  |
| 10.     | «Les Garçons perdus»          |          |  |
| 11.     | «Hôtel Congress»              |          |  |
| 12.     | «La Fin d'un monde»           |          |  |

| La Matière (Edición limitada doble) |                                  |          |  |
| N.º                                 | Título                           | Duración |  |
| 1.                                  | «Valparaíso»                     |          |  |
| 2.                                  | «Il ne dansera qu'avec elle»     |          |  |
| 3.                                  | «J'aimerais voir le jour tomber» |          |  |
| 4.                                  | «Bel Animal»                     |          |  |
| 5.                                  | «L'Entretemps»                   |          |  |
| 6.                                  | «Dans l'air»                     |          |  |
| 7.                                  | «Barbara de Kalvalid»            |          |  |
| 8.                                  | «Rendez-vous avec la matière»    |          |  |
| 9.                                  | «Seul le chien»                  |          |  |
| 10.                                 | «Tant que j'ai encore une ombre» |          |  |
| 11.                                 | «La Vérité»                      |          |  |
| 12.                                 | «Fatigué»                        |          |  |

| ♦ 2012 - Vers les Lueurs (Cinq7/Wagram) |                              |          |  |
| N.º                                     | Título                       | Duración |  |
| 1.                                      | «Contre un arbre»            |          |  |
| 2.                                      | «Rendez-nous la lumière»     |          |  |
| 3.                                      | «Ostinato»                   |          |  |
| 4.                                      | «Parce que tu étais là»      |          |  |
| 5.                                      | «Parfois j’entends des cris» |          |  |
| 6.                                      | «Close west»                 |          |  |
| 7.                                      | «Loin du soleil»             |          |  |
| 8.                                      | «Quelques lumières»          |          |  |
| 9.                                      | «Vers le bleu»               |          |  |
| 10.                                     | «La Possession»              |          |  |
| 11.                                     | «Ce geste absent»            |          |  |
| 12.                                     | «Le Convoi»                  |          |  |
| 13.                                     | «Par les lueurs»             |          |  |

- 2020: "Vie ‘Etrange".
- 2022: "Le monde réel".

### Álbumes en vivo
♦ 2004 - Solo aux Bouffes du Nord (EMI Music)

| Le concert |                                            |          |  |
| N.º        | Título                                     | Duración |  |
| 1.         | «Les Terres brunes»                        |          |  |
| 2.         | «Elle parle a des gens qui ne sont pas là» |          |  |
| 3.         | «Bowling»                                  |          |  |
| 4.         | «Tu vas voir ailleurs»                     |          |  |
| 5.         | «Le Départ des ombres»                     |          |  |
| 6.         | «Motus»                                    |          |  |
| 7.         | «Le Courage des oiseaux»                   |          |  |
| 8.         | «Hveragerdi»                               |          |  |
| 9.         | «La vie ne va pas jusqu'au bout»           |          |  |
| 10.        | «Pendant que les enfants jouent»           |          |  |
| 11.        | «Dobranoc»                                 |          |  |
| 12.        | «Empty White Blues»                        |          |  |
| 13.        | «Va t'en»                                  |          |  |
| 14.        | «Pères»                                    |          |  |
| 15.        | «Pour la peau»                             |          |  |
| 16.        | «Antonia»                                  |          |  |
| 17.        | «Contre jour»                              |          |  |
| 18.        | «Hit hit hit»                              |          |  |
| 19.        | «Les Enfants du Pirée»                     |          |  |

| Les bonus (Demos inéditos + versiones) |                                       |          |  |
| N.º                                    | Título                                | Duración |  |
| 1.                                     | «Le Fils d'un enfant (version 1)»     |          |  |
| 2.                                     | «Golden Palace»                       |          |  |
| 3.                                     | «La Plage où il y a la piscine»       |          |  |
| 4.                                     | «Vu de l'arbre»                       |          |  |
| 5.                                     | «Déçois-moi»                          |          |  |
| 6.                                     | «Qu'est-ce qu'il y a ?»               |          |  |
| 7.                                     | «Rouges sous la lampe»                |          |  |
| 8.                                     | «Lumières (reprise de Gérard Manset)» |          |  |
| 9.                                     | «Revenir au monde»                    |          |  |
| 10.                                    | «Tout Sera Comme Avant»               |          |  |

- El video fue realizado por Gaëtan Chataigner de Les Éoliennes

| ♦ 2007 - Sur nos forces motrices (Olympic Disk) |                          |          |  |
| N.º                                             | Título                   | Duración |  |
| 1.                                              | «L'Amour»                |          |  |
| 2.                                              | «La Relève»              |          |  |
| 3.                                              | «Bowling»                |          |  |
| 4.                                              | «Le Courage des oiseaux» |          |  |
| 5.                                              | «Pour la peau»           |          |  |
| 6.                                              | «Exit»                   |          |  |
| 7.                                              | «Marina Tsvétaeva»       |          |  |
| 8.                                              | «La Mémoire neuve»       |          |  |
| 9.                                              | «Antonia»                |          |  |
| 10.                                             | «Tout sera comme avant»  |          |  |
| 11.                                             | «Music Hall»             |          |  |
| 12.                                             | «Revoir les choses»      |          |  |
| 13.                                             | «L'Horizon»              |          |  |
| 14.                                             | «Le Commerce de l'eau»   |          |  |
| 15.                                             | «Empty White Blues»      |          |  |

### Recopilaciones
♦ 2002 - Le Détour (Labels)

| Disco 1 |                                             |          |  |
| N.º     | Título                                      | Duración |  |
| 1.      | «En secret»                                 |          |  |
| 2.      | «Le Métier de faussaire»                    |          |  |
| 3.      | «L'Écho»                                    |          |  |
| 4.      | «Douanes»                                   |          |  |
| 5.      | «Le Gros Boris»                             |          |  |
| 6.      | «Je suis une ville»                         |          |  |
| 7.      | «Hit Hit Hit»                               |          |  |
| 8.      | «Les Hauts Quartiers de peine»              |          |  |
| 9.      | «Les Enfants du Pirée»                      |          |  |
| 10.     | «Le Détour»                                 |          |  |
| 11.     | «Le Commerce de l'eau»                      |          |  |
| 12.     | «Le Travail»                                |          |  |
| 13.     | «Le Courage des oiseaux»                    |          |  |
| 14.     | «Il ne faut pas souhaiter la mort des gens» |          |  |
| 15.     | «Rien qu'à voir»                            |          |  |
| 16.     | «Un mauvais ami»                            |          |  |
| 17.     | «Antonia»                                   |          |  |
| 18.     | «Comment certains vivent»                   |          |  |
| 19.     | «Morse»                                     |          |  |
| 20.     | «L'Adversité»                               |          |  |

| Disco 2 |                                   |          |  |
| N.º     | Título                            | Duración |  |
| 1.      | «Exit»                            |          |  |
| 2.      | «Le Twenty two bar»               |          |  |
| 3.      | «Pour la peau»                    |          |  |
| 4.      | «Pères»                           |          |  |
| 5.      | «Les Terres brunes»               |          |  |
| 6.      | «Tutti va bene»                   |          |  |
| 7.      | «Chanson de la ville silencieuse» |          |  |
| 8.      | «Avant l'enfer»                   |          |  |
| 9.      | «Sous la neige»                   |          |  |
| 10.     | «La Mémoire neuve»                |          |  |
| 11.     | «Je t'ai toujours aimée»          |          |  |
| 12.     | «Va t'en»                         |          |  |
| 13.     | «Chiqué, chiqué»                  |          |  |
| 14.     | «L'Onglée (version live)»         |          |  |
| 15.     | «Un ménage (version live)»        |          |  |
| 16.     | «Encore (version live)»           |          |  |

| Disco 3 |                                                                 |          |  |
| N.º     | Título                                                          | Duración |  |
| 1.      | «Enfin démissionnaire»                                          |          |  |
| 2.      | «La Valse boite (version inédite)»                              |          |  |
| 3.      | «Syl»                                                           |          |  |
| 4.      | «Cloud / Rain (BOF A la vitesse d'un cheval au galop) (inédit)» |          |  |
| 5.      | «Plaindre (inédit)»                                             |          |  |
| 6.      | «Milena Jesenska»                                               |          |  |
| 7.      | «Fuite (BOF Banqueroute)»                                       |          |  |
| 8.      | «Friseur von Elvis»                                             |          |  |
| 9.      | «Les Menteurs»                                                  |          |  |
| 10.     | «Empty White Blues»                                             |          |  |
| 11.     | «La Lumière et l'Enregistrement (BOF Marie-Madeleine)»          |          |  |
| 12.     | «Just Like a Movie Star»                                        |          |  |
| 13.     | «John Love»                                                     |          |  |
| 14.     | «Roach (inédit)»                                                |          |  |
| 15.     | «Un insouciant (inédit)»                                        |          |  |
| 16.     | «Comme aurait dit Ben (inédit)»                                 |          |  |
| 17.     | «S'ils te voyaient (inédit)»                                    |          |  |
| 18.     | «Fin (BOF Banqueroute)»                                         |          |  |
| 19.     | «Teenage Kicks»                                                 |          |  |
| 20.     | «My Brain (inédit)»                                             |          |  |
| 21.     | «L'Attirance»                                                   |          |  |

 ♦ 2007 - Les Sons cardinaux (inéditos en edition limitada) (Éditions Textuel)

| Est (1981/1991) (disco 1) |                           |          |  |
| N.º                       | Título                    | Duración |  |
| 1.                        | «Agonie d'un soleil»      |          |  |
| 2.                        | «Tous les dimanches»      |          |  |
| 3.                        | «Il faut être un fantôme» |          |  |
| 4.                        | «Points de mire»          |          |  |

| Ouest (1992/1995) (disco 2) |                                |          |  |
| N.º                         | Título                         | Duración |  |
| 1.                          | «Un Albedo»                    |          |  |
| 2.                          | «Cent escaliers, cent paliers» |          |  |
| 3.                          | «Tout plutôt qu'aujourd'hui»   |          |  |
| 4.                          | «Un bon gars»                  |          |  |

| Nord (2001/2004) (disco 3) |                                |          |  |
| N.º                        | Título                         | Duración |  |
| 1.                         | «Décrocher les trains»         |          |  |
| 2.                         | «Souled»                       |          |  |
| 3.                         | «La Renverse»                  |          |  |
| 4.                         | «Je ne me rappelle pas de moi» |          |  |

| Sud (2005) (disco 4) |                                |          |  |
| N.º                  | Título                         | Duración |  |
| 1.                   | «L'Azur»                       |          |  |
| 2.                   | «Endermonde»                   |          |  |
| 3.                   | «Le Pont face aux trois tours» |          |  |
| 4.                   | «Entre mes bras»               |          |  |

| ♦ 2009 - Songs Over Troubled Water (selección de canciones realizada por Dominique A) (FNAC) |                                                           |          |  |
| N.º                                                                                          | Título                                                    | Duración |  |
| 1.                                                                                           | «My Brightest Diamond: Dragonfly»                         |          |  |
| 2.                                                                                           | «Venus: Navajo Dream»                                     |          |  |
| 3.                                                                                           | «Martha and the Muffins: Swimming»                        |          |  |
| 4.                                                                                           | «Rodolphe Burger: Unlimited Marriage»                     |          |  |
| 5.                                                                                           | «Sacha Toorop: L'amour est mort»                          |          |  |
| 6.                                                                                           | «The Innocence Mission: Tomorrow on the Runway»           |          |  |
| 7.                                                                                           | «The Sundays: Can't Be Sure»                              |          |  |
| 8.                                                                                           | «Glasvegas: It's My Own Cheating Heart That Makes Me Cry» |          |  |
| 9.                                                                                           | «St Christopher: You Deserve More Than a Maybe»           |          |  |
| 10.                                                                                          | «Arman Méliès: Dora»                                      |          |  |
| 11.                                                                                          | «Tim Hardin: It'll Never Happen Again»                    |          |  |
| 12.                                                                                          | «Spain: Nobody Has To Know»                               |          |  |
| 13.                                                                                          | «Crime and The City Solution: I Have The Gun»             |          |  |
| 14.                                                                                          | «JP Nataf: Tout doux»                                     |          |  |
| 15.                                                                                          | «Holden: Les animaux du Club»                             |          |  |
| 16.                                                                                          | «Tarwater: Noon»                                          |          |  |

### Citas
1. ↑  «Dominique A». Green Ufos. Consultado el 6 de octubre de 2018.